# Michaela Kubečková
Michaela Kubečková (* 16. ledna 2002) je česká florbalistka, reprezentantka, bronzová medailistka z Mistrovství světa 2023 a trojnásobná mistryně Česka. V českých a švédských nejvyšších soutěžích hraje od roku 2019.

## Klubová kariéra

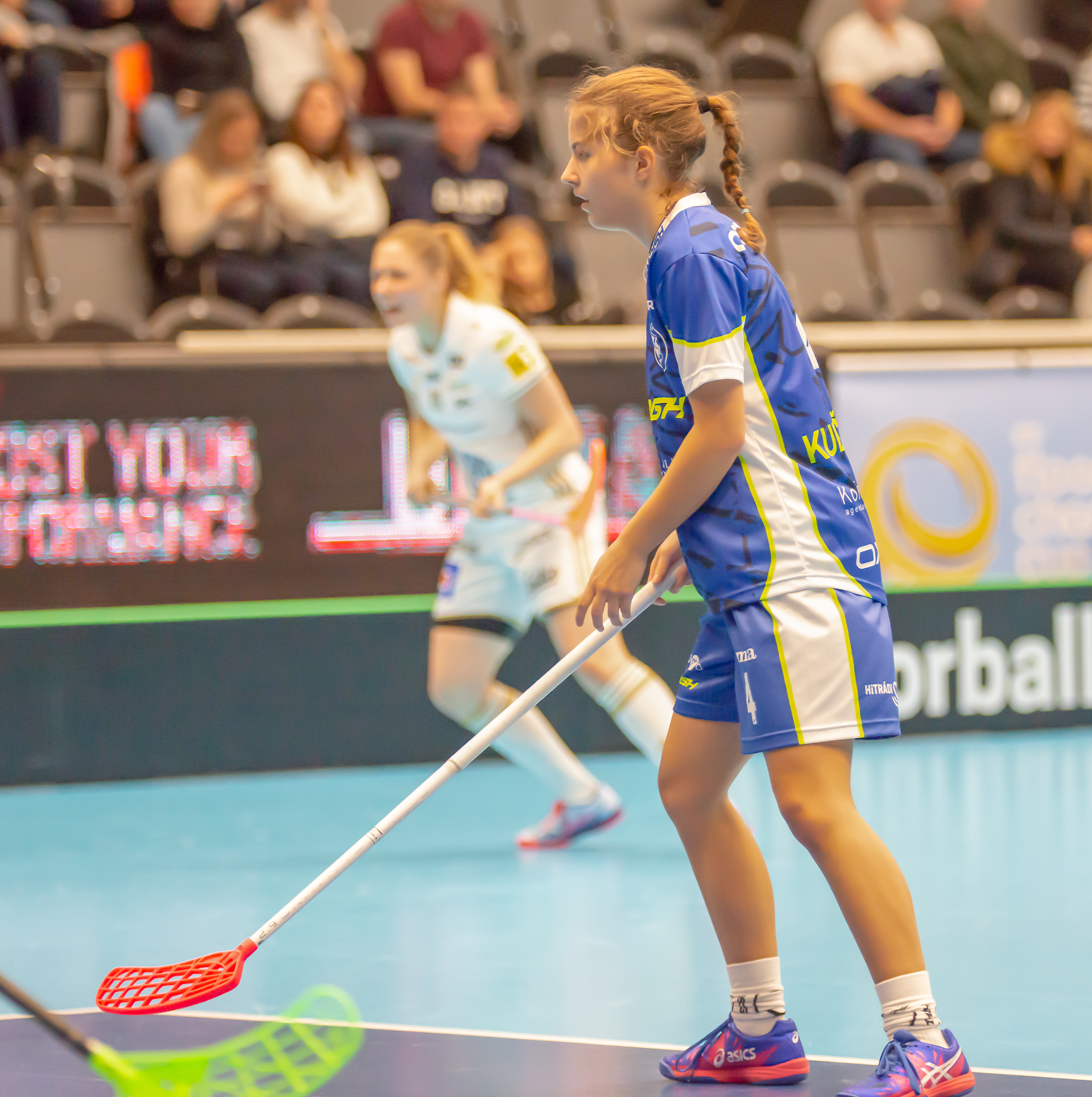
Kubečková hrající za 1. SC Vítkovice ve finále Poháru mistrů 2019 proti IKSU

Kubečková s florbalem začínala v klubu 1. SC Vítkovice. V ženském extraligovém týmu poprvé za Vítkovice nastoupila v sezóně 2019/2020, která nebyla pro pandemii covidu-19 dohrána. Stihl se ale odehrát Pohár mistrů, ve kterém Vítkovice získaly své (i celkově české) druhé stříbro.
V dalším ročníku, který byl pro pokračující pandemii v říjnu dočasně přerušen, přestoupila Kubečková do Švédské Superligy do týmu Pixbo IBK, kde v té době hrály dvě české hráčky, Eliška Krupnová a Denisa Ratajová. Na závěr sezóny se do Vítkovic vrátila a získala s nimi svůj první mistrovský titul, ke kterému přispěla mimo jiné gólem a asistencí v superfinále. V obou ročnících byla zvolena za juniorku sezóny. Většinu sezóny 2021/2022 neodehrála pro zranění ramene. K dalším dvěma titulům v letech 2023 a 2024 opět přispěla ve finále gólem.
Od sezóny 2024/2025 hraje znovu ve Švédské Superlize, tentokrát v týmu FBC Kalmarsund.

## Reprezentační kariéra
Kubečková reprezentovala Česko na dvou juniorským mistrovstvích světa v letech 2018 a 2020 a na obou získala bronzovou medaili. Na prvním z nich hrála již v 16 letech jako druhá nejmladší hráčka. Na druhém šampionátu byla v zápase ve skupině s Dánskem vyhlášena díky dvěma brankám hráčkou zápasu, dalším gólem pomohla k první české porážce švédského týmu juniorek v historii, a nakonec asistencí v rozhodujícím zápase k zisku medaile.
Za ženskou reprezentaci hrála na třech mistrovství světa mezi lety 2019 a 2023. Na svém prvním seniorském mistrovství hrála v 17 letech, bez předchozí zkušenosti v ženském národním týmu. V září 2023 na Euro Floorball Tour (EFT) s českým týmem poprvé v historii porazily Švédsko. Na šampionátu ve stejném roce získaly po 12 letech druhý český ženský bronz.
Na EFT v roce 2024 nastoupila do zápasu s Finskem jako kapitánka.
| Umístění         | Soutěž                                           |
| ---------------- | ------------------------------------------------ |
| Bronzová medaile | Mistrovství světa ve florbale žen do 19 let 2018 |
| 4.               | Mistrovství světa ve florbale žen 2019           |
| Bronzová medaile | Mistrovství světa ve florbale žen do 19 let 2020 |
| 4.               | Mistrovství světa ve florbale žen 2021           |
| Bronzová medaile | Mistrovství světa ve florbale žen 2023           |